# Deathloop
Deathloop es un videojuego de disparos en primera persona desarrollado por Arkane Lyon y publicado por Bethesda Softworks. El juego fue lanzado el 14 de septiembre de 2021 para PlayStation 5 y Windows, y el 20 de septiembre de 2022 para Xbox Series X/S. Recibió críticas generalmente favorables de los críticos, quienes elogiaron el diseño de arte y la jugabilidad. Deathloop ganó el premio a la «Mejor Dirección de Juego» y «Mejor Dirección de Arte» en los premios The Game Awards 2021.

## Jugabilidad
En Deathloop el jugador asume el papel de Colt, un asesino atrapado en un bucle temporal, que ha sido encargado de eliminar a ocho objetivos llamados Visionarios en la isla de Blackreef antes de la medianoche, ya que dejar a uno solo con vida hará que el bucle se reinicie y deshaga su trabajo. Si Colt muere antes de eliminar a los ocho objetivos, despertará nuevamente al comienzo del bucle. El jugador utiliza una combinación de sigilo, parkour, habilidades de ataque, armas, gadgets y poderes, al estilo de los juegos anteriores de Arkane, como Dishonored y Prey, para moverse por el mundo del juego. Deben evitar o eliminar a los guardias, aprender los patrones de los objetivos de Colt y descubrir el orden correcto para eliminar a dichos objetivos utilizando armas, ataques cuerpo a cuerpo u otros medios ambientales.
El bucle temporal en Deathloop no está estrictamente cronometrado y tiene como objetivo dar a los jugadores más tiempo y libertad para eliminar a estos ocho objetivos en un solo bucle. Cada día está dividido en cuatro períodos (mañana, mediodía, tarde y noche), y el avance entre los cuatro distritos de la isla (Updaam, Karl's Bay, Fristad Rock y The Complex) hace que el tiempo avance. Las rutinas de las personas en un distrito en particular varían dependiendo de la hora del día en la que el jugador ingrese, y las acciones del jugador en un distrito pueden afectar las rutinas en los demás.
El juego cuenta con un aspecto multijugador en el que el jugador puede tomar alternativamente el papel de Julianna, una agente encargada de proteger el bucle temporal y eliminar a Colt. Cuando el jugador asume este papel, ingresará al juego de otro jugador al azar y podrá interferir en su partida. La parte multijugador es opcional y los jugadores pueden evitar que otros asuman el papel de Julianna en su juego, en su lugar dejando que un oponente controlado por la computadora intente detener a Colt.

## Desarrollo
Deathloop fue desarrollado principalmente por Arkane Studios en sus ubicaciones de Lyon, Francia. El director del juego, Dinga Bakaba, describió el juego como un «Cluedo invertido», un rompecabezas de asesinato que el jugador necesita descubrir cómo resolver en una sola ejecución perfecta después de fracasar en muchas ejecuciones anteriores. El juego está diseñado para ayudar al jugador a aprender las piezas necesarias para este rompecabezas en cada ejecución, pero necesitaba un elemento de imprevisibilidad para que fuera un desafío. Si bien la inteligencia artificial (IA) actual en los videojuegos puede llevar a comportamientos creíbles, la IA tiende a carecer de acciones sorprendentes. Esto llevó a traer a un segundo jugador en línea para controlar a Julianna y afectar al azar el juego del jugador, algo que Arkane había explorado en su título inédito The Crossing. Deathloop también se puede jugar sin conexión a internet.
Deathloop combina elementos tanto de la serie Dishonored como de Prey. Querían poder ofrecer al jugador una amplia gama de habilidades que pudieran seleccionar para intentar completar el «loop perfecto», muchas de las cuales reflejan poderes de ambos juegos. Si bien el juego permite al jugador utilizar el sigilo y habilidades relacionadas para moverse en silencio, a diferencia de Dishonored, Deathloop no permite el sometimiento no letal de personajes que no sean del jugador, ya que Arkane reconoció que la elección de matar o someter a los enemigos había abrumado a los jugadores en Dishonored. Estas habilidades de sigilo todavía se pueden encadenar con otras habilidades para hacer que Colt luche como John Wick, según Bakaba. El personaje de Julianna tiene una gama similar de habilidades, muchas de las cuales están más cerca de las habilidades de Prey, como la capacidad de imitar a cualquier personaje del juego, incluido Colt, e interferir a través de actividades como alejar al jugador del verdadero objetivo con su imitación o hacerse pasar por un Colt duplicado frente a uno de los objetivos para causar confusión de esa manera.
El escenario del juego, Blackreef, está basado en las Islas Feroe y las Tierras Altas de Escocia vistas en Skyfall, e inspirado en los estilos de los swinging sixties de los años sesenta y el enfoque utilizado para representar esa época en la película de Guy Ritchie El agente de CIPOL. Para evitar que los visuales del juego parezcan demasiado similares a los de Dishonored, se tomaron pistas del uso del color en películas como High Plains Drifter y Point Blank, utilizando colores brillantes y diseños para dar a la isla una atmósfera de fiesta interminable. Los carteles publicitarios en el juego que revelan secretos sobre la isla se inspiraron en la película They Live. Además de los viajes en el tiempo y los bucles temporales, como se ven en Groundhog Day, Edge of Tomorrow y la trilogía de Back to the Future, el juego fue influenciado por la comedia francesa La Colle y la película The Fourth Dimension. Películas como The Running Man, The Warriors, The Wicker Man, Under the Volcano y Dark City se usaron para inspirar la trama del juego de un hombre solitario que trabaja para resolver un misterio en un lugar aislado mientras es perseguido por otros. La apariencia de Colt se basó en gran medida en el personaje de Denzel Washington en The Book of Eli, mientras que sus motivaciones se basaron en el personaje de Snake Plissken de Escape from New York, junto con una variedad de gadgets inspirados en la serie de James Bond. El diálogo se basó en las películas de Quentin Tarantino, particularmente en las interacciones entre Colt y Julianna.

## Premios
| Year                          | Award                                                                | Category | Result        | Ref |
| ----------------------------- | -------------------------------------------------------------------- | -------- | ------------- | --- |
| 2021                          |                                                                      |          |               |     |
| Golden Joystick Awards        | Mejor juego multijugador                                             | Nominado | [ 5 ] [ 6 ]   |     |
| Golden Joystick Awards        | Mejor actor (Jason Kelley como Colt Vahn)                            | Nominado | [ 5 ] [ 6 ]   |     |
| Golden Joystick Awards        | Mejor actriz (Ozioma Akagha como Juliana Blake)                      | Nominado | [ 5 ] [ 6 ]   |     |
| Golden Joystick Awards        | Juego del año de Playstation                                         | Nominado | [ 5 ] [ 6 ]   |     |
| Golden Joystick Awards        | Mejor juego del año                                                  | Nominado | [ 5 ] [ 6 ]   |     |
| Golden Joystick Awards        | Premio elección de la crítica                                        | Ganador  | [ 5 ] [ 6 ]   |     |
| The Game Awards 2021          | Juego del año                                                        | Nominado | [ 7 ]         |     |
| The Game Awards 2021          | Mejor dirección                                                      | Ganador  | [ 7 ]         |     |
| The Game Awards 2021          | Mejor narrativa                                                      | Nominado | [ 7 ]         |     |
| The Game Awards 2021          | Mejor dirección artística                                            | Ganador  | [ 7 ]         |     |
| The Game Awards 2021          | Mejor banda sonora                                                   | Nominado | [ 7 ]         |     |
| The Game Awards 2021          | Mejor diseño de audio                                                | Nominado | [ 7 ]         |     |
| The Game Awards 2021          | Mejor interpretación (Jason Kelley como Colt Vahn)                   | Nominado | [ 7 ]         |     |
| The Game Awards 2021          | Mejor interpretación (Ozioma Akagha como Juliana Blake)              | Nominado | [ 7 ]         |     |
| The Game Awards 2021          | Mejor juego de acción                                                | Nominado | [ 7 ]         |     |
| 2022                          |                                                                      |          |               |     |
| Game Developers Choice Awards | Mejor audio                                                          | Nominado | [ 8 ] [ 9 ]   |     |
| Game Developers Choice Awards | Premio a la Innovación                                               | Nominado | [ 8 ] [ 9 ]   |     |
| Game Developers Choice Awards | Mejor narrativa                                                      | Nominado | [ 8 ] [ 9 ]   |     |
| Game Developers Choice Awards | Mejor arte visual                                                    | Nominado | [ 8 ] [ 9 ]   |     |
| Game Developers Choice Awards | Juego del año                                                        | Nominado | [ 8 ] [ 9 ]   |     |
| D.I.C.E. Awards               | Logro extraordinario en animación                                    | Nominado | [ 10 ]        |     |
| D.I.C.E. Awards               | Logro extraordinario en dirección artística                          | Nominado | [ 10 ]        |     |
| D.I.C.E. Awards               | Logro extraordinario en Character (Colt Vahn)                        | Nominado | [ 10 ]        |     |
| D.I.C.E. Awards               | Logro extraordinario en Music Composition                            | Nominado | [ 10 ]        |     |
| D.I.C.E. Awards               | Juego de acción del año                                              | Nominado | [ 10 ]        |     |
| D.I.C.E. Awards               | Logro extraordinario en Game Design                                  | Nominado | [ 10 ]        |     |
| D.I.C.E. Awards               | Logro extraordinario en dirección                                    | Ganador  | [ 10 ]        |     |
| D.I.C.E. Awards               | Juego del año                                                        | Nominado | [ 10 ]        |     |
| Pégases Awards                | Best Game                                                            | Ganador  | [ 11 ]        |     |
| Pégases Awards                | Best Artistic Design                                                 | Ganador  | [ 11 ]        |     |
| Pégases Awards                | Best Sound Design                                                    | Nominado | [ 11 ]        |     |
| Pégases Awards                | Best Narrative Design                                                | Nominado | [ 11 ]        |     |
| Pégases Awards                | Best Game Design                                                     | Ganador  | [ 11 ]        |     |
| Pégases Awards                | Best Game Setting                                                    | Ganador  | [ 11 ]        |     |
| Pégases Awards                | Audience Award                                                       | Ganador  | [ 11 ]        |     |
| Premios BAFTA de Videojuegos  | Mejor juego                                                          | Nominado | [ 12 ] [ 13 ] |     |
| Premios BAFTA de Videojuegos  | Logro de audio                                                       | Nominado | [ 12 ] [ 13 ] |     |
| Premios BAFTA de Videojuegos  | Diseño de juego                                                      | Nominado | [ 12 ] [ 13 ] |     |
| Premios BAFTA de Videojuegos  | Música                                                               | Nominado | [ 12 ] [ 13 ] |     |
| Premios BAFTA de Videojuegos  | Propiedad original                                                   | Nominado | [ 12 ] [ 13 ] |     |
| Premios BAFTA de Videojuegos  | EE Game of the Year                                                  | Nominado | [ 12 ] [ 13 ] |     |
| Premios BAFTA de Videojuegos  | Interpretación en papel principal (Jason Kelley como Colt Vahn)      | Nominado | [ 12 ] [ 13 ] |     |
| Premios BAFTA de Videojuegos  | Interpretación en papel principal (Ozioma Akagha como Juliana Blake) | Nominado | [ 12 ] [ 13 ] |     |